# Прогресс М-51
Прогресс М-51 — транспортный грузовой космический корабль (ТГК) серии «Прогресс», запущен к Международной космической станции. 16-й российский корабль снабжения МКС. Серийный номер 351.

## Цель полёта
Доставка на МКС более 2500 килограммов различных грузов, в числе которых топливо для двигательных установок орбитальной станции, кислород, воздух, питьевую воду, продукты питания, целевые грузы для проведения экспериментов по программам Российской Академии наук, Европейского космического агентства и Японии, бортовую документацию, посылки и новогодние, рождественские подарки для экипажа.
Доставка немецкого робота-манипулятора «Rockviss» (Robotic Components Verification on ISS) высотой в 0,5 метра, оснащенный двумя шарнирами, металлическим пальцем и двумя интегрированными видеокамерами.
Доставка новой беговой дорожки российского производства - установленная на станции американская слишком часто выходила из строя, поэтому по совместной договоренности было принято решение произвести замену.

## Хроника полёта
- 24.12.2004, в 01:19:34 (MSK), (22:19:34 UTC) — запуск с космодрома Байконур;
- 24.12.2004, в 01:28:20 (MSK), (22:28:20 UTC) — отделение ТГК от РН;[4]
- 25.12.2004, в 02:57:47 (MSK), (23:57:47 UTC) — осуществлена стыковка с МКС к стыковочному узлу на агрегатном отсеке служебного модуля «Звезда». Процесс сближения и стыковки проводился в автоматическом режиме;
- 27.02.2005, в 13:06:30 (MSK), (16:06:30 UTC) — ТГК отстыковался от орбитальной станции и отправился в автономный полёт.

## Перечень грузов
Суммарная масса всех доставляемых грузов: 2550 кг
| Название | Масса (кг) |
| --- | ---------- |
| Топливо в баках системы дозаправки                                                                                   | 480        |
| Газ в баллонах средств подачи кислорода (СрПК):                                                                      |            |
| Кислород | 28         |
| Воздух | 21         |
| Вода в баках системы «Родник»                                                                                        | 420        |
| 1,35 т сухих грузов:                                                                                                 |            |
| Средства санитарно-гигиенического обеспечения (ССГО)                                                                 |            |
| Средства индивидуальной и противопожарной защиты                                                                     |            |
| Контейнеры с рационами питания, свежие продукты                                                                      |            |
| Медицинское оборудование, бельё, средства личной гигиены и профилактики воздействия невесомости                      |            |
| Бортдокументация, посылки для экипажа, комплект для фотоаппаратуры                                                   |            |
| Оборудование для научных исследований                                                                                |            |
| Оборудование для американского сегмента, в том числе продукты питания, средства санитарно-гигиенического обеспечения |            |

## Научная работа
В течение десяти суток ТГК находился в автономном полёте, в ходе которого проводились эксперименты по отработке режимов его гравитационной стабилизации. Аналогичные эксперименты проводились в мае–июне 2004 года во время десятисуточного автономного полёта корабля «Прогресс М1-11».